# Force Longjumeau Alliance Massy 91
 (décembre 2017).
Si vous disposez d'ouvrages ou d'articles de référence ou si vous connaissez des sites web de qualité traitant du thème abordé ici, merci de compléter l'article en donnant les références utiles à sa vérifiabilité et en les liant à la section « Notes et références ».
Force Longjumeau Alliance Massy 91 (FLAM 91) est un club de judo français fondé en 1978. D’abord appelé "Association du Judo de l’Orge" (AJO), c'était une alliance de trois clubs du Nord de l’Essonne, avant de devenir en 1998, l’Alliance Judo 91 (AJ91) puis en 2008, l’AJ91 Longjumeau Massy, avec une douzaine de clubs partenaires. En 2012, le club prend le nom de FLAM 91.

## Genèse du club
En 1978, Gérard Babin et Gilles Serizier décident d'associer trois petits clubs du Nord de l’Essonne pour progresser ensemble et former l’Association du Judo de l’Orge, une des toutes premières alliances de France. Avec une centaine de licenciés, le club remporte ses premiers succès départementaux et régionaux et se forge durablement un esprit d’entraide mutuelle, entre les dirigeants, les entraîneurs et les judokas. 
À partir de 1998, sous l’impulsion de Sébastien  Nolesini, Franck Carillon et Arnaud Berthier, une dizaine de clubs voisins rejoint la petite association qui devient l’Alliance Judo 91. Grâce à l’engagement des entraîneurs et des bénévoles, les succès sont plus nombreux et malgré le manque croissant de moyens financiers, le club progresse sportivement, organise un tournoi national, forme ses premiers internationaux cadets et juniors et accède enfin à la 1ère division, avec l’équipe féminine.
En 2008, avec l’intégration des écoles de judo de Longjumeau et Massy, l’Alliance dépasse les 500 licenciés et s’implante dans les écoles et les quartiers de ces deux villes. L’AJ91 Longjumeau Massy poursuit ainsi sa progression : elle devient championne de France juniors et se classe 5e de 1re division, à deux reprises, en filles et en garçons. Elle fait désormais partie des dix meilleurs clubs de France.
En 2011, le club connaît une crise de croissance et voit, sous la pression d’un club voisin plus riche, plusieurs de ses meilleurs judokas quitter le club. Malgré tout, avec beaucoup de volonté et de passion, avec l’engagement des entraîneurs et dirigeants historiques (Gérard Babin, Gilles Serizier, Akli Badja, Arnaud Berthier et Sébastien Nolesini), le club a survécu et s’est renforcé.
En 2012, c’est une nouvelle étape : l’AJ91LM devient FLAM 91. Avec un nouveau président, Stéphane Nomis, l’Alliance affiche une nouvelle et grande ambition, celle de développer le très haut niveau pour faire partie des trois meilleurs clubs de France, tout en continuant de s’appuyer sur les valeurs de formation et de solidarité.
En 2015, FLAM 91 est classé premier club de France et fait désormais régulièrement partie des tout meilleurs clubs français. FLAM 91 devient champion d'Europe en 2017, en s'imposant lors de l'Europa League (équipe féminine), championnat d'Europe des clubs, disputé à Wuppertal en Allemagne. 
En 2017, filiale de FLAM 91, FLAM Maroc ouvre ses portes à Marrakech
En 2018, FLAM 91 obtient sa deuxième médaille par équipes de 1ère division (les garçons 3es). Les garçons se classent aussi 3es de l’Europa League et les filles sont championnes d’Europe dans le championnat le plus élevé, la Golden League ! Marie-Ève Gahié remporte la première médaille mondiale. Des Académies de judo sont créées dans les quartiers prioritaires des villes de Longjumeau et Massy.
En 2019, Marie-Ève Gahié devient championne du Monde et, avec Kilian Le Blouch, ils décrochent la médaille d’argent par équipes. Des Académies sont ouvertes à Grigny et Antony.
En 2020, le club de Draveil intègre FLAM 91 qui devient le plus grand club essonnien, avec plus de 800 licenciés. 
En 2021, après avoir remporté quatre médailles de bronze (trois fois l'équipe masculine et une fois l'équipe féminine) au championnat de France par équipes, FLAM 91 (équipe masculine) devient enfin champion de France par équipes de 1ère division. 
En 2022, FLAM 91 remporte la première Pro League organisée par la FFJudo. 
En 2023, Shirine Boukli (argent) et Walide Khyar (bronze) ajoutent deux médailles mondiales au palmarès de FLAM 91.
En 2024, Shirine Boukli décroche le bronze aux Jeux Olympiques de Paris en individuel et l'or par équipe.

## Résultats sportifs

### Championnats de France par équipes
23 podiums dont 8 titres de champions de France (4 en cadets, 3 en juniors et 1 en seniors en 2021)

### Championnats de France individuels
104 podiums dont 47 titres de champions de France (12 en cadets, 19 en juniors et 16 en seniors)

### Championnats d'Europe par équipes
3 podiums dont 2 titres de championnes d'Europe par équipes (Europa League féminine en 2017 et Champions League féminine en 2018)

### Championnats d'Europe individuels
21 podiums dont 9 titres de champions d'Europe (1 en cadettes, 3 en juniors et 5 en seniors)
En cadettes, Lila Mazzarino (-70 kg) en 2022
En juniors, Walide Khyar (-60 kg) en 2015, Marie-Ève Gahié (-70 kg) en 2016 et Francis Damier (-90 kg) en 2020
En seniors, Walide Khyar (-60 kg) et Charline Van Snick (-52 kg) en 2016, Shirine Boukli (-48 kg) en 2020, 2022 et 2023

### Championnats du monde Individuels
14 podiums dont 2 titres (1 en juniors et 1 en seniors)
Chloé Devictor (-52 kg) championne du Monde juniors en 2021.
Marie-Ève Gahié (-70 kg) championne du Monde seniors en 2019.

### Jeux olympiques
Rio en 2016 : 3 sélectionnés > Walide Khyar (-60 kg), Kilian Le Blouch (-66 kg) et Alexandre Iddir (-100 kg)
Tokyo en 2021 : 3 sélectionnés > Shirine Boukli (-48 kg). Kilian Le Blouch (-66 kg) et Alexandre Iddir (-100 kg) champions olympiques par équipes
Paris en 2024 : 1 sélectionnée > Shirine Boukli (-48 kg) médaille de bronze et championne olympique par équipes

## Personnalités du club

### Judokas emblématiques

#### Athlètes actuellement à FLAM 91
- Shirine Boukli
- Astride Gneto
- Ibrahim Keita
- Chloé Devictor
- Lou Lemire
- Manon Agati-Alouache
- Yvana Kamga Ngangoum
- Laura Fuseau
- Joris Agbegnenou
- Francis Damier
- Mathéo Akiana Mongo

#### Athlètes passés par FLAM 91
- Laurent Crost
- Franck Chambily
- Loïc Korval
- Jean-Baptiste Givord
- Stéphane Nomis
- Folly Tomety
- Sébastien Nolesini
- Alexandre Borderieux
- Jérôme Henric
- Guillaume Riou
- Quentin Joubert
- Messie Katanga
- Guillaume Chaine
- Pénélope Bonna
- Lucie Louette
- Rafaela Silva
- Charline Van Snick
- Marielle Pruvost
- Marie-Ève Gahié
- Walide Khyar
- Alexandre Iddir
- Kilian Le Blouch
- Reda Seddouki
- Clément Delvert

### Entraîneurs

#### Entraîneurs actuels de FLAM 91
- Louis Masy : Directeur technique chargé du haut niveau
- Clément Gicquel : Entraîneur des juniors-seniors et professeur à Draveil
- Robin Garbe : Entraîneur des cadets et professeur à Draveil
- Arnaud Berthier : Directeur de la formation et professeur à Longjumeau
- Raphaël Blandin : Professeur à Longjumeau et Massy
- David Wibaux : Professeur à Massy
- Raphaël Gigli : Professeur à Longjumeau
- Yves Ximenes : Professeur à Draveil

#### Anciens entraîneurs de FLAM 91
- Kilian Le Blouch : directeur sportif chargé du haut niveau
- Baptiste Leroy : directeur sportif chargé du haut-niveau
- Pénélope Bonna : entraîneur de la section féminine
- Sébastien Nolesini : entraîneur des juniors et seniors
- Cédric Margalejo : entraîneur des juniors et seniors
- Frédéric Stiegelmann : entraîneur des juniors et seniors
- Franck Carillon : entraîneur des juniors et seniors
- Jean-Raymond Marquez : entraîneur des seniors garçons
- Akli Badja : entraîneur des juniors et seniors
- Florent Urani : Entraîneur du haut niveau

### Dirigeants de FLAM 91

#### Dirigeants actuels de FLAM 91
| Poste                     | Nom                |
| ------------------------- | ------------------ |
| Président                 | Simon Soubiran     |
| Vice-président Longjumeau | Bernard Tachon     |
| Vice-président Massy      | Philippe Bouille   |
| Vice-président Draveil    | Yves Ximenes       |
| Secrétaire                | Christelle Brendel |
| Trésorier                 | Maxime Quesne      |
| Directeur général         | Arnaud Berthier    |
| Directeur technique       | Louis Masy         |

#### Anciens présidents
- Association du Judo de l'Orge (1978-2003) :
  - 1978-1981 : Robert  Venturini
  - 1981-1982 : Jean-Pierre Serizier 
  - 1982-1984 : Raymond Pétassou
  - 1984-1989 : André Wolff
  - 1989-1992 : Bernard Quintin
  - 1992-2003 : Gilles Serizier
- Alliance Judo 91 (2003-2008)
  - 2003-2008 : Gilles Serizier
- Alliance Judo 91 Longjumeau Massy (2008-2012)
  - 2008-2012 : Gilles Serizier
- Force Longjumeau Alliance Massy 91 (depuis 2012)
  - 2012-2018 : Stéphane Nomis
  - 2018-2021 : Sébastien Nolesini
  - Depuis 2021 : Simon Soubiran

### Valeurs de FLAM 91
Le grade du judoka est représenté par la triptyque de valeurs suivante : 
- SHIN c'est la valeur morale
- GHI c'est la valeur technique
- TAI c'est la valeur corporelle

Ainsi, pour être en cohérence avec les valeurs du judo, le club FLAM 91 cherche continuellement à assurer : 
- La discipline ;
- L'effort et la persévérance ;
- L'honneur ;
- Le courage ;
- La loyauté ;
- Le contrôle de soi ;
- Le meilleur emploi de l'énergie ;
- L'entraide et la prospérité mutuelle.

### Nombre de licenciés
- 2016-2017 : 489 licenciés
- 2017-2018 : 515 licenciés
- 2018-2019 : 481 licenciés
- 2019-2020 : 624 licenciés
- 2020-2021 : 811 licenciés
- 2021-2022 : 881 licenciés
- 2022-2023 : 937 licenciés
- 2023-2024 : 939 licenciés
- 2024-2025 : 944 licenciés

### Nombre de judokas ceinture noire
- 2016-2017 : 66
- 2017-2018 : 60
- 2018-2019 : 60
- 2019-2020 : 60
- 2020-2021 : 71
- 2021-2022 : 74
- 2022-2023 : 80
- 2023-2024 : 77
- 2024-2025 : 62